# Copenhagen Masters 1998
Das Copenhagen Masters 1998 im Badminton war die sechste Auflage dieser Turnierserie. Es fand am letzten Dezemberwochenende 1998 in Kopenhagen statt.

## Finalergebnisse
| Disziplin    | Sieger                     | Finalist                                | Ergebnis         |
| ------------ | -------------------------- | --------------------------------------- | ---------------- |
| Herreneinzel | Sun Jun                    | Peter Gade                              | 15-7, 15-12      |
| Dameneinzel  | Zhang Ning                 | Zeng Yaqiong                            | 7-11, 11-7, 11-1 |
| Herrendoppel | Jens Eriksen Jesper Larsen | Ricky Subagja S. Antonius Budi Ariantho | 15-9, 15-4       |